# 大公报 (北京)
《大公报》（英語：DA GONG BAO）是中华人民共和国早期的一份全国性财经类报纸。该报最早于1902年创刊于天津法租界，在中華民國大陸時期是最具影響力的报纸之一，目前该报香港版是世界上现存报纸中历史最悠久的中文报纸。1926年至1949年，该报以奉行不党、不卖、不私、不盲的“四不主义”出名。1949年，解放军攻占天津后，《大公报》天津版改名为《进步日报》。1953年，沪版《大公报》北上，与天津《进步日报》合并而成天津《大公报》，1956年迁往北京，1966年短暂更名为《前进报》后停刊。

## 历史

### 1949年以前
《大公报》是中国发行时间最长的中文报纸，也是中華民國大陸時期最具影響力的报纸之一。1902年，《大公报》由英敛之创刊于天津法租界。1916年，受到安福系支持，股东王郅隆收購全部股權，自此《大公报》成为安福系的機關報。:34王郅隆聘请胡政之为主笔兼经理，改革报纸排版及内容。1920年，安福系失势，王郅隆提退股本，胡政之辞职，销量大减，至1925年11月27日停刊。
1926年，吴鼎昌、张季鸾、胡政之合组新记公司，接办《大公报》，即新记《大公报》。:11后人评价《大公报》时一般指的也是新记《大公报》。新记《大公报》以不党、不卖、不私、不盲的“四不主义”原则闻名，凭借其犀利的政治评论和时事报道迅速流行。:75自1902年成立起到1949年在上海发表《大公报新生宣言》期间的《大公报》也被称为“旧大公报”。1949年后，逐步转为中国共产党控制，重庆版改为《重庆日报》，天津版、上海版合并后迁往北京，并于1966年停刊，仅有香港版留存至今。
《大公报》是第一次世界大战后是唯一一家派记者报道巴黎和会的中文报纸，也是唯一一家派驻欧洲记者报道第二次世界大战的中文报纸，并且派出记者到波茨坦会议、密苏里号日本投降仪式见证历史，此外还是第一份在股票市场上市的中文报纸。:75《大公报》与《益世报》《申报》和《民国日报》一同被称为“民国四大报刊”之一。
1949年以后的《大公报》又被称为“新大公报”，归中国共产党领导管理。各地的版本，经历了不同演变。
- 1949年天津版改名为《进步日报》，上海版于1952年北上并入天津版，仍名为《大公报》，后迁往北京。[12]1966年文革爆发后，因被指对国民政府“小骂帮大忙”遭到冲击，自此停刊。[6]
- 1952年，重庆《大公报》改组为《重庆日报》。[6]
- 1952年，香港《大公报》改归中共中央港澳工委领导，仍由费彝民负责主要编辑工作，是现今唯一存在的版本。[6]

### 1949年以后
1950年起，大公报社每年都出版《人民手册》，按年度收录了中华人民共和国的政治、经济、文化、对外关系等各方面的文件和资料。
中华人民共和国成立以后，《进步日报》广告收入下降，出现经营困难，上海《大公报》亦是如此。1952年，时任《大公报》的负责人王芸生上书毛泽东请求帮助。不久后毛泽东接见王芸生，并决定上海《大公报》北上与《进步日报》合并，成立新的《大公报》，面向全国发行（此前两报均为地方报纸）。
1953年1月1日，新《大公报》正式创刊，内容以国际时事和财经类消息为主。
1956年，位于现今北京市西城区永安路173号的大公报社新馆落成，《大公报》迁至北京出版，并转型为财经类报纸，归时任国务院副总理李先念及其负责的国务院财贸办公室领导，成为财经系统的党报，但亦兼顾国际时事。王芸生虽仍继续担任社长，却已不再过问编务。《大公报》在中央各财贸部门及各省、自治区、直辖市及各省会城市或中心城市的财贸部门均安排有驻点记者，由此可将各地的财贸新闻及时传回报社。
1957年4月24日，毛泽东在当天的《大公报》上留下批语：“《大公报》《中国青年报》的理论水平高于《人民日报》及其他京、津、沪各报纸，值得深省改进。人民日报社论不涉及理论（辩证法、唯物论），足见头脑里没有理论的影子，所以该报只能算是第二流报纸。”
1958年，大公报编辑部在反右运动中被冲击，赵恩源、徐文兰等人被指责企图复辟旧大公报而被批判。
1962年，王芸生在周恩来的建议下写成了《旧大公报简史》并出版。但令王芸生做梦都没想到的是，该简史成为了文化大革命展开后大批红卫兵批判《大公报》的重要依据。
1966年，文化大革命爆发，《大公报》因民国时被指对国民政府“小骂帮大忙”遭到冲击。6月，财贸办公室工作组从大公报社撤走，文革工作组进驻报社后，大公报社受文革影响严重。时任大公报社中共党组书记、副社长兼总编辑常芝青经提议后将“高举毛泽东思想伟大红旗，把无产阶级文化大革命进行到底”的宣传语盖住大公报馆的招牌，试图避免引起红卫兵的注意，但仍然没有阻止红卫兵的攻击。
1966年8月，在大公报社受文革严重影响时，大公报社为了保住《大公报》，又受《光明日报》改用毛泽东书写的题字启发，向中央文革小组写信，请求允许更改报名，或者在不改报名的情况下重新派人题写报名，让毛泽东或周恩来题写新的《大公报》报名来取代此前严复所题写的报名。但最终迫于压力，只好更改报名。不久后，陈伯达向报社传达称，报名可以改名为《前进报》。报社一度请求毛泽东或周恩来为《前进报》题写报名，但均已失败告终。
1966年9月12日，经周恩来紧急批准，允许报社以改用鲁迅所书写的书法字的方式改名为《前进报》。
1966年9月13日，《大公报》最后一期刊出刊出“本报改名和改刊启事”，其中表示称“本报根据红卫兵和革命群众以及广大读者的要求和建议，并经上级批准，决定9月15日改出《前进报》。”
《大公报》最终于1966年9月14日更名为《前进报》，使用的是报名字是鲁迅所书写的，那一天恰巧距离鲁迅逝世三十周年还剩一个月零五天。但前进报最终还是于12月29日停刊。王芸生迫于压力，为了防止《大公报》的一系列记者等工作人员受文革牵连，销毁了大量记载《大公报》运载情况的工作日记，1980年王芸生临终前，还误以为这份日记保存的仍然良好。
报纸停刊后，在张蓬舟的帮助下，经过毛泽东主席的批准，大批《大公报》的旧资料（包括建国前）被转运至北京日报社，后又被转移至北京图书馆（今国家图书馆）保存。在文革期间，这些旧资料受到了保护。

## 版面编排
自1902年创刊至今，《大公报》报头及编排曾有多次调整，约1956年以后直至1966年北京版被迫停刊，北京版和香港版虽然使用相同的有严复书写的报头书法字，但编排不同。

### 1956年以前
《大公报》报头的「大公报」隶书黑字，据传出自清末著名思想家严复手笔，竖向刊载在报纸第一版右上方。报头题字下方各地版本刊载的内容不同，包括但不限于地区版本名称（例如天津版为“天TianJin津”、上海版为“上海版”、香港版为“香HongKong港”、重庆版为“重庆版”）威妥瑪拼音“Ta Kung Pao”、法语报名”“（上海版有时不列出上述两译名）、第XXXXX号、日期、售价、出版版数、天气、大公报社地址及联系方式等，部分情况下还会列明报社所在地、国内和国外的订报方式。新中国成立后，外文报名一度被取消，报名下方曾经还列出“订阅处：全国各地邮局”等。

### 1956-1966年
《大公报》报头的「大公报」隶书黑字，据传出自清末著名思想家严复手笔，横向刊载在报纸第一版左上方。报头题字下方为汉语拼音“DA GONG BAO”，再下方为报刊期数“第XXXXX号”，再下方则列明北京大公报社地址和报刊印刷厂名称及地址，右侧刊有长方形框架，内含报刊出版日期及北京市天气情况。报头右侧有时会印部分文字内容，但多数时候会印上毛主席语录或宣传口号。

## 退出历史
1978年，由包括前《大公报》（北京）文革前最后一任主编在内的原《大公报》部分人马筹办的报纸《财贸战线》出版，1980年改名为《中国财贸报》，1983年1月3日又易名为《经济日报》并沿用至今。目前的《经济日报》期数是从《财贸战线》创刊时算起，这表明《经济日报》已与《大公报》无关。不过，到目前为止，《经济日报》官方仍在极少数场合表明《大公报》是《经济日报》的前身。
目前，大公报社原本所在的北京市西城区永安路173号已经被中国邮政接管，作为中国邮政北京永安路邮局，并营业至今。1977年2月4日，原天安门广场附近的北京邮局大楼被爆破拆除，中国邮政北京市邮政管理局也随之迁至原为大公报社的永安路173号，作为中国邮政在北京的邮政总局。